# 黄唇龙蜥
黄唇龙蜥（学名：Diploderma flavilabre）一种于中华人民共和国四川省西部白玉县金沙江叶巴滩发现的爬行动物，隶属于鬣蜥科（飞蜥科）龙蜥属，以其独有的艳黄色内唇而得名。其模式产地位于叶巴滩水电站施工区域内，栖息地破坏较为明显。
2020年部分中国学者建议将 Japalura 的中文名改为“龍蜥屬”，而将 Diploderma 的中文属名改名为“攀蜥屬”。故本种在有些资料中被称为“黄唇攀蜥”。然而也有学者反对这种不必要的中文名变更问题，建议维持物种中文名的稳定性。在中国科学院昆明动物研究所研究人员主编的《中国两栖、爬行动物分类变动汇总》中也未接收该建议，仍将 Diploderma 称为“龙蜥属”。

## 保护
本种于2023年被收录入《有重要生态、科学、社会价值的陆生野生动物名录》。